# Tomojasu Asaoka
Tomojasu Asaoka (6. dubna 1962 – 6. října 2021) byl japonský fotbalista.

## Klubová kariéra
Hrával za Nippon Kokan, Yomiuri.

## Reprezentační kariéra
Tomojasu Asaoka odehrál za japonský národní tým v letech 1987–1989 celkem 8 reprezentačních utkání.

## Statistiky
| Japonsko | Japonsko | Japonsko |
| Roky     | Záp.     | Góly     |
| -------- | -------- | -------- |
| 1987     | 1        | 0        |
| 1988     | 5        | 0        |
| 1989     | 2        | 0        |
| Celkem   | 8        | 0        |